# Stéphane Huchard
Stéphane Huchard (* 1964) ist ein französischer Jazz-Schlagzeuger, Bandleader und Komponist.

## Leben und Wirken
Huchard begann mit sieben Jahren als Autodidakt am Schlagzeug und studierte in Paris ab dem Alter von 15 Jahren an der Schlagzeugerschule Dante Agostini, die er nach fünf Jahren mit einem ersten Preis abschloss. Zunächst der Rockmusik zugewandt, entdeckte er mit 15 Jahren den Jazz für sich. Anfang der 1980er Jahre spielte er mit Jazzmusikern wie Louis Winsberg und Jean-Pierre Como. In den 1980ern spielte er in der Big Band „Lumiére“ von Laurent Cugny (mit der er auch eine Tour sowie Aufnahmen mit Gil Evans machte) und zwei Jahre im Orchestre National de Jazz, ebenfalls unter Cugny. Er begleitete die Sängerinnen Élisabeth Caumont und Tania Maria und spielte u. a. mit Sylvain Beuf, Sylvain Luc, François Jeanneau, Nguyên Lê, Andy Emler, Zool Fleischer, Ludovic Beier, Emmanuel Bex, David Linx, Didier Lockwood, Stochelo Rosenberg, Jacky Terrasson, Diederik Wissels und der „Paris Jazz Big Band“. Mit Laurent de Wilde und Morgan Saint-Louis („E-Jazz Part I“) machte er Erfahrungen mit Elektro-Bands, was sich auch in seinen ersten Aufnahmen niederschlug.
1999 erschien sein erstes Album unter eigenem Namen (und ausschließlich mit eigenen Kompositionen) bei Blue Note Records „Tribal traquenard“ u. a. mit Pierre de Bethmann, Linley Marthe, Olivier Louvel, Stéphane Guillaume, Stefano Di Battista, Marc Berthoumiaux und Louis Winsberg, gefolgt von einem zweiten Album (mit einem akustischen Quintett) „Tootakoosticks“ 2001 (Live) mit u. a. Bethmann, Guillaume und Nicolas Folmer. 2005 erschien bei Nocturne sein drittes Album „Bouchabouches“ (inspiriert von der Pariser Metro). Beim südfranzösischen Label Harmonia Mundi kam 2008 African Tribute to Art Blakey heraus. 2011 wirkte er bei André Manoukians Album Melanchology mit. 2013 erschien Panamerican beim Harmonia Sublabel Jazz Village. 2021 war er auf Tony Paelemans Album The Fuse zu hören.
2000 erhielt Huchard den Django d’Or (Frankreich) als Neues Talent.